# 獅子奮迅
| ウィキペディアには「獅子奮迅」という見出しの百科事典記事はありません（タイトルに「獅子奮迅」を含むページの一覧/「獅子奮迅」で始まるページの一覧）。 代わりにウィクショナリーのページ「獅子奮迅」が役に立つかもしれません。 |